# Steven Creyelman
Steven Creyelman (Dendermonde, 25 oktober 1972) is een Belgisch Vlaams-nationalistisch politicus voor het Vlaams Belang. In 2023 geraakte hij verwikkeld in een spionageschandaal.

## Levensloop
Van opleiding handelsingenieur aan de EHSAL in Brussel, een diploma dat hij in 1995 behaalde, werkte Creyelman van 1995 tot 2002 als universitair medewerker voor de Vlaams Blok-studiedienst en de Vlaams Blok-fractie in de Kamer van volksvertegenwoordigers en van 1995 tot 2012 als universitair medewerker voor de Vlaams Blok- en daarna de Vlaams Belang-fractie in de Senaat. Ook was hij van 1995 tot 2019 wetenschappelijk medewerker van de Vlaams Blok- en Vlaams Belang-fractie in het Vlaams Parlement, een functie die hij sinds 2024 opnieuw uitoefent. Van 2001 tot 2017 was hij eveneens eigenaar van een webdesignbedrijf in Brugge. Sinds 2009 is hij bovendien ICT-coördinator bij het Vlaams Belang.
Sinds januari 2007 is Creyelman voor het Vlaams Belang gemeenteraadslid in Buggenhout. In 2018 scoorde hij er als lijsttrekker met het Vlaams Belang een opmerkelijke 18,2% bij de gemeenteraadsverkiezingen. Bij de federale verkiezingen van 26 mei 2019 werd hij vanop de derde plaats van de Oost-Vlaamse Vlaams Belang-lijst met 10.617 voorkeurstemmen eveneens verkozen in de Kamer van volksvertegenwoordigers. Hij zetelde er tot in juni 2024. In de Kamer werd hij actief in de commissie Gezondheid en Gelijke Kansen en voorzitter van de commissie Legeraankopen.
Zijn oudere broer Frank Creyelman was ook politiek actief binnen het Vlaams Belang.

## Mogelijke betrokkenheid in Chinees spionageschandaal
Zijn broer Frank Creyelman werd in december 2023 uit het Vlaams Belang gezet omdat hij drie jaar lang steekpenningen had aangenomen om als informant te werken voor de Chinese inlichtingendiensten en verschillende opdrachten uit te voeren, dat bleek uit uitgelekte berichten tussen Frank Creyelman en een Chinese inlichtingenofficier. Ook de naam van Steven Creyelman dook op in het dossier, omdat hij in oktober 2022 in het parlement een tussenkomst had gehouden over "politiek geïnspireerd geweld tegen de Chinese overheid" door militanten in Hongkong, die sterke gelijkenissen vertoonde met een gelijkaardige vraag in het Duitse parlement van het radicaal-rechts AfD-parlementslid Stefan Keuter, die ook benaderd bleek te zijn door de Chinese inlichtingendienst. Omdat hij als voorzitter van de Kamercommissie Legeraankopen toegang had tot gevoelige informatie, werd in het parlement een onderzoek gevraagd naar de eventuele betrokkenheid van Steven Creyelman in het dossier. De fractieleiders van de Kamer gingen daarop in en vroegen een onderzoek aan bij de Staatsveiligheid. Creyelman zelf ontkende elke betrokkenheid in het dossier en distantieerde zich van de activiteiten van zijn broer. Ook zijn partij bleef hem steunen en weigerde in eerste instantie om hem aan de kant te schuiven als voorzitter van de Kamercommissie Legeraankopen.
Uit nieuwe gelekte berichten bleek dat Steven Creyelman door zijn broer regelmatig aangesproken zou zijn voor opdrachten die hij uitvoerde, omdat hij daar als Kamerlid bij zou kunnen helpen. Hij zou echter geen rechtstreeks contact had gehad met de Chinese inlichtingendiensten. Steven Creyelman zelf beweerde misleid te zijn door zijn broer en niet te hebben geweten dat die in opdracht van de Chinese inlichtingendiensten werkte. Zijn partij Vlaams Belang verklaarde onvoldoende en onvolledig ingelicht te zijn over deze contacten en verzocht Creyelman daarom om alsnog ontslag te nemen als voorzitter van de Kamercommissie Legeraankopen, waar hij dan ook op inging. Hij bleef wel Kamerlid.
Volgens een brief van de Staatsveiligheid aan de Kamer zijn er "tot op heden" geen bewijzen van "actieve of bewuste" betrokkenheid van Steven Creyelman.  In de nasleep van deze kwestie besliste Creyelman zich geen kandidaat meer te stellen bij de federale verkiezingen van juni 2024, waarvoor hij initieel de vierde plek op de Oost-Vlaamse VB-lijst toegewezen had gekregen, en zich helemaal toe te leggen op de lokale politiek.